# Велика Галка
Велика Га́лка (рос. Большая Галка) — село у складі Бакчарського району Томської області, Росія. Входить до складу Бакчарського сільського поселення.

## Населення
Населення — 663 особи (2010; 685 у 2002).
Національний склад (станом на 2002 рік):
- росіяни — 92 %